# إلين كرولي
إلين كرولي (بالإنجليزية: Elaine Crowley)‏ هي مقدمة تلفزيونية وصحفية ومذيعة أخبار أيرلندية، ولدت في 18 أغسطس 1977 في مالو ‏ في جمهورية أيرلندا.